# Дос Ерманас
Дос Ерманас (на испански: Dos Hermanas) е град в Испания. Населението му е 132 551 жители (по данни от 1 януари 2017 г.), а площта 159,10 кв. км. Основан е през 1404 г. Намира се на 42 м н.в. в югозападната част на страната в часова зона UTC+1. Името му в превод означава „Две сестри“.